# Solanum sinaicum
Solanum sinaicum är en potatisväxtart som beskrevs av Pierre Edmond Boissier. Solanum sinaicum ingår i släktet skattor som ingår i familjen potatisväxter. Inga underarter finns listade i Catalogue of Life.